# Marcin Żewłakow
Marcin Żewłakow (Varsó, 1976. április 22. –) lengyel válogatott labdarúgó, csatár. Michał Żewłakow lengyel válogatott labdarúgó hátvéd ikertestvére.

## Pályafutása
Pályafutása alatt megfordult számos lengyel, belga, francia és ciprusi csapatoknál. Az APÓEL csapatával ciprusi bajnokságot és szuperkupát is nyert, valamint szerepelt a UEFA-bajnokok ligája csoportkörében is, ahol a Chelsea ellen gólt is szerzett. 25-szörös válogatott labdarúgó, ikertestvérével együtt szerepelt a 2002-es labdarúgó-világbajnokságon.